# Памятник советско-польскому братству по оружию
Памятник советско-польскому братству по оружию (пол. Pomnik Radziecko-Polskiego Braterstwa Broni) — памятник, установленный в честь формирования в Рязани и Сельцах в 1943—1944 годах Войска Польского. Располагается на главной площади одноимённого парка в Приокском микрорайоне города Рязани.

## Открытие и описание памятника
Памятник установлен в парке на пересечении улиц Октябрьской и Пирогова в Московском районе Рязани. Эта сложная, внушительных размеров (высота 19 м) архитектурно-пластичная композиция из бронзы и гранита размещена на возвышенности, поднятой над уровнем парка на 2,5 м. К площадке-постаменту (10×16 м) ведёт серого гранита лестница шириной 6 м. Монумент, по словам его автора, являет собой образное претворение событий минувшей войны — воплощённый в металле залп «Катюш». Скульптуры солдат размером 4×6,5 м подняты над постаментом на высоту 3,5 м. Перед монументом находится блок из красного полированного гранита с бронзовой лавровой ветвью и надписью на двух языках: «В честь советско-польского братства по оружию (пол. Ku chwale polsko-radzieckiego braterstva broni)». Справа от главной аллеи, идущей от улицы Октябрьской к памятнику, установлен блок-монолит с эмблемами Советской Армии и Войска Польского и стихотворным текстом на русском и польском языках:
| Перевод Роберта Рождественского | Оригинал Януша Лясковского |
| --- | --- |
| От Оки и до Берлина не страшась преград, Шли солдаты-братья по оружию. Был щитом для брата брат, умирал за брата брат. Родила Победу эта дружба. | Od Oki po Berlin prowadzil ten szlak Na ktorym sprawdzilo sie mestwo. Brat bratu byl tarcza, za brata padl brat. A przyiazn zrodzila zwyciestwo. |

На левой торцевой стороне монолита изображены флаги СССР и ПНР, сделана надпись: «Монумент сооружён в год 40-летия народного Войска Польского. 1983 г. (пол. Monument wzniesiony z okazji 40-lecia ludowego Wojska Polskiego. 1983 r.)»
Автор памятника — скульптор, лауреат Государственной премии ПНР Бронислав Хромы (Краков, ПНР). Совместно с ним над памятником работали скульпторы Станислав Хохула, Яцек Сарапту, Генрих Фудали и московские инженеры-конструкторы С. П. Хаджибаронов и В. В. Ханджи. Архитектурное оформление — архитектор Ю. Н. Воскресенский при участии главного архитектора Рязани Н. Н. Истомина. В работе над созданием памятника принимали участие: с советской стороны — институт «Рязаньгражданпроект», завод «Монументскульптура» (Ленинград), Мытищинский завод художественного литья, Минский завод монументальной скульптуры и производственного литья, Каменногорский карьер, Кондопожский камнеобрабатывающий завод и другие; с польской стороны — Государственное предприятие «Художественные мастерские», металлургический завод «Предом-Меско» в городе Скаржиско-Каменна и другие.
Памятник открыт 5 мая 1984 года. На открытии присутствовали Министр обороны СССР Маршал Советского Союза Д. Ф. Устинов и делегация ПНР во главе с Председателем Совета Министров ПНР и Первым секретарём ЦК ПОРП генералом армии Войцехом Ярузельским.
Памятник советско-польскому братству по оружию сооружён на основании распоряжения Совета министров РСФСР № 1146-р от 11.07.1983. Признавался памятником искусства республиканского значения. За эту работу авторы скульптор Бронислав Хромы и архитектор Ю. Н. Воскресенский были удостоены наград Академии художеств СССР.

## Другие памятники в честь советско-польского братства по оружию

### Памятник в честь Войска Польского в Рязани
Памятник находится на площади Генерала Маргелова, бывшей площади имени Первой польской дивизии имени Тадеуша Костюшко. Расположен на оси бульвара недалеко от входа с улицы Семинарской. Открыт в 1973 году к 30-летию формирования в Рязани первых частей польской Народной Армии имени Тадеуша Костюшко. Авторы: архитектор Н. И. Сидоркин, скульптор В. А. Агеев. Памятник представляет собой вертикальную высотой в 7 м гранитную стелу, установленную на низком ступенчатом постаменте. На лицевой стороне стелы в верхней части из глубокой ниши выступают горельефные, изображённые в условной плакатной манере лица двух солдат и кисти рук, сжимающие общий меч, опускающийся по средней линии стелы до её подножия. На касках у одного солдата звезда, у другого герб Польской республики, символизируют общность русского и польского народов во Второй мировой войне. Под рельефом, по сторонам меча — крупные накладные бронзовые цифры «1943». На обратной стороне стелы, обращённой к Семинарской улице, укреплён текст крупными накладными бронзированными буквами: «В Рязани и Сельцах в 1943 г. формировалась и проходила боевую подготовку первая польская дивизия им. Тадеуша Костюшко, ставшая основой польской Народной армии». В верхней части, над текстом, помещён бронзированный рельеф пятиконечной звезды, внизу, под текстом, стилизованная лавровая ветвь. Вокруг стелы расположен овальный цветник. Неширокий газон ведёт от стелы к памятнику рязанцам, погибшим в локальных войнах XX века.

### Памятник в Сельцах
Памятник расположен на территории польского лесного мемориала в Сельцах.

### Памятник в Варшаве
Рязанские памятники имели своего польского «брата», установленного в 1945 году на площади Виленского вокзала в Варшаве. Монумент демонтирован в 2011 году.